# Otávio Cardoso
Otávio Omar Cardoso (Rio Pardo, 12 de setembro de 1930 — Brasília, 27 de fevereiro de 2011) foi um advogado e político brasileiro filiado ao Partido Progressista (PP). Foi senador pelo estado do Rio Grande do Sul (1983-1987).

## Biografia
Bacharel em Direito pela Universidade Federal do Rio Grande do Sul é filho de Antônio Cardoso e Erna Weber Cardoso. Advogado, foi ainda Promotor de Justiça (1957) e Secretário de Economia na segunda passagem de Ildo Meneghetti pelo governo do estado, oportunidade em que ocupou de maneira interina outras secretarias. Anos mais tarde foi Diretor Administrativo da Companhia Riograndense de Mineração e Diretor de Recursos Humanos da Caixa Econômica Federal. Na seara política foi eleito vereador pelo Partido Libertador (PL) em 1950 e 1954, deputado estadual em 1962 e 1966 e suplente de deputado federal em 1974 exercendo brevemente o mandato devido ao afastamento de Nelson Marchezan. Filiado a ARENA desde que os militares instituíram o bipartidarismo em meados dos anos sessenta, foi nomeado primeiro suplente do senador biônico Tarso Dutra em 1978 sendo efetivado em 1983 após a morte do titular quando já estava filiado ao PDS.
Foi casado por mais de 20 anos com Ana Amélia Lemos, senadora pelo Rio Grande do Sul (2011-2019).